# Pencak silat nos Jogos Asiáticos de Artes Marciais de 2009
As competições de Pencak Silat nos Jogos Asiáticos de Artes Marciais de 2009 ocorreram entre 3 e 7 de agosto. Onze eventos foram disputados.

## Calendário
| Agosto       | 1 | 2 | 3 | 4 | 5 | 6 | 7  | 8 | 9 | Finais |
| ------------ | - | - | - | - | - | - | -- | - | - | ------ |
| Pencak silat |   |   |   |   |   |   | 11 |   |   | 11     |

## Quadro de medalhas
| Ordem | País        | Medalha de ouro | Medalha de prata | Medalha de bronze |    |
| ----- | ----------- | --------------- | ---------------- | ----------------- | -- |
| 1     | Indonésia   | 4               | 2                |                   | 6  |
| 2     | Vietname    | 4               |                  | 1                 | 5  |
| 3     | Tailândia   | 2               | 2                | 1                 | 5  |
| 4     | Malásia     | 1               | 3                | 2                 | 6  |
| 5     | Singapura   |                 | 2                | 2                 | 4  |
| 6     | Brunei      |                 | 1                | 2                 | 3  |
| 6     | Filipinas   |                 | 1                | 2                 | 3  |
| 8     | Laos        |                 |                  | 5                 | 5  |
| 9     | Uzbequistão |                 |                  | 2                 | 2  |
| TOTAL | TOTAL       | 11              | 11               | 17                | 39 |

## Medalhistas
| Evento                                                  | Ouro                              | Prata                              | Bronze                                                                 |
| Classe A 45–50 kg masculino (detalhes[ligação inativa]) | THA Tailândia Niphon Jantaro      | BRU Brunei Amirul Ahat             | LAO Laos Okhe Bodsavang                                                |
| Classe B 50–55 kg masculino (detalhes[ligação inativa]) | INA Indonésia Lulfan Budi Santoso | PHI Filipinas Jul-Omar Abdulhakim  | VIE Vietnã Tran Van Toan UZB Uzbequistão Jamoliddin Salimjonov         |
| Classe C 55–60 kg masculino (detalhes[ligação inativa]) | INA Indonésia Pujo Janoko         | THA Tailândia Prasit Warlam        | LAO Laos Olanh Sihalath MAS Malásia Mohd Islahidayat Ismail            |
| Classe D 60–65 kg masculino (detalhes[ligação inativa]) | THA Tailândia Chaiwat Nimma       | MAS Malásia Ahmad Shahril Zailudin | BRU Brunei Khuzaiman Ahmad UZB Uzbequistão Bakhtiyor Norov             |
| Classe E 65–70 kg masculino (detalhes[ligação inativa]) | INA Indonésia Komang Wahyu        | SIN Singapura Muhammad Nor Shafiq  | LAO Laos Sinhkhone Xayaphomma PHI Filipinas Joemil Solomon             |
| Classe F 70–75 kg masculino (detalhes[ligação inativa]) | VIE Vietnã Truong Van Mao         | SIN Singapura Mohamad Elyasak Said | MAS Malásia Mohd Fauzi Khalid BRU Brunei Pg Khairul Bahri Pg Ali Umar  |
| Classe A 45–50 kg feminino (detalhes[ligação inativa])  | VIE Vietnã Le Thi Phi Nga         | INA Indonésia Pengki Simbar        | LAO Laos Boutsady Soudavong                                            |
| Classe B 50–55 kg feminino (detalhes[ligação inativa])  | VIE Vietnã Huynh Thi Thu Hong     | MAS Malásia Noor Farhana Ismail    | THA Tailândia Jitarat Noytapa LAO Laos Bounmy Sisombath                |
| Classe C 55–60 kg feminino (detalhes[ligação inativa])  | MAS Malásia Emy Latip             | THA Tailândia Jongdee Hemkaeo      | SIN Singapura Saiedah Said                                             |
| Classe D 60–65 kg feminino (detalhes[ligação inativa])  | INA Indonésia Ni Nyoman Suparniti | MAS Malásia Siti Rahmah Mohd Nasir | PHI Filipinas Marie Charilou Rabino SIN Singapura Nur Zulaikha Zakaria |
| Classe E 65–70 kg feminino (detalhes[ligação inativa])  | VIE Vietnã Le Thi Hong Ngoan      | INA Indonésia Puspa Endah Fitriani | Nenhuma                                                                |